# بی ریج (ایندیانا)
بی ریج (به انگلیسی: Bee Ridge) یک منطقهٔ مسکونی در ایالات متحده آمریکا است که در شهرستان کلی، ایندیانا واقع شده‌است. بی ریج ۱۹۵٫۰۷ متر بالاتر از سطح دریا واقع شده‌است.